# Хиро, Густаво
Густаво Хиро (исп. Gustavo Giró) — аргентинский биатлонист, участник зимних Олимпийских игр 1988 года.

## Карьера
На зимних Олимпийских играх 1988 года в канадском Калгари он вместе со своим братом Алехандро и Луисом Аргелем представлял Аргентину. Аргентинец выступил в двух гонках — индивидуальной и спринте. В индивидуальной гонке он был дисквалифицирован, а в спринте, допустив на огневых рубежах 6 промахов, занял 70-е место из 72-х участников, опередив только Джадда Бэнкерта из Гуама и Эллиота Арчиллу из Пуэрто-Рико.
После Олимпийских игр он вместе с братом выступил ещё на двух этапах Кубка мира. В итальянской Антерсельве Густаво стал предпоследним 84-м, опять обогнав пуэрториканца Эллиота Арчиллу. В немецком Рупольдинге в индивидуальной гонке он стал последним — 62-м, а в спринте показал свой лучший результат в карьере — 53-е место, впервые обогнав своего младшего брата, который финишировал 55-м.
Сёстры Густаво тоже занимались биатлоном: Анна Вероника Хиро — участница чемпионата мира 1989 года, Мария Хиро — участница Олимпийских игр 1992 и 1994 годов.

### Участие в Олимпийских играх
| Год  | Место проведения | Инд | Спр | Эст |
| 1988 | Калгари          | DSQ | 70  | —   |